# Crucea lui Antonie Vodă Ruset
Crucea lui Antonie Vodă Ruset a fost ridicată de Antonie Ruset Vodă, domn al Moldovei între 10 noiembrie 1675 - noiembrie 1678.
În perioada în care a fost domn al Moldovei, Antonie Ruset a renovat biserica domnească „Sfântul Nicolae” din Iași, ctitorie a lui Ștefan cel Mare. Alături de biserică a ridicat în anul 1677 o cruce mare de piatră cu inscripții săpate cu litere chirilice.
Cu prilejul Jubileului din anul 1906 regele Carol I a construit, în cadrul Expoziției organizate în actualul parc Carol I, biserica Cuțitul de Argint, replică a bisericii „Sfântul Nicolae
Domnesc” din Iași. Pentru a marca o legătură mai puternică cu trecutul, crucea din piatră a lui Antonie Ruset Vodă a fost adusă din Moldova și așezată lângă biserica nou ctitorită.
Monumentul este înscris în Lista monumentelor istorice 2010 - Municipiul București - la nr. crt. 2388, cod LMI B-IV-m-B-20068.
Crucea este situată pe Strada Cuțitul de Argint nr. 1, sector 4, în curtea Bisericii „Schimbarea la Față” - Cuțitul de Argint.